# Pallacanestro Varese
El Pallacanestro Varese és un club de bàsquet italià de la ciutat de Varese, de la regió de la Llombardia.

## Història
El Pallacanestro Varese va ser fundat el 1945. És el segon club italià per palmarès, després de l'Olimpia Milano i un dels més prestigiosos d'Europa.
El seu brillant historial el va forjar durant els anys 60 i 70, on fou considerat el millor club d'Europa del moment. Va arribar a disputar deu finals consecutives de la Copa d'Europa de bàsquet entre 1970 i 1979, rècord no superat. En el seu palmarès consten 3 Mundials de Clubs, 5 Copes d'Europa, 2 Recopes d'Europa, 10 Lligues italianes, 4 Copes d'Itàlia, principalment.
Ha estat conegut sovint pels seus patrocinadors, com per exemple: Storm, Ignis, Emerson, Turisanda, Cagiva, Star, Mobilgirgi, Ciaocrem, Divarese, Ranger, Varese Roosters, Metis, Whirlpool.

## Palmarès
- 3 Mundial de Clubs de bàsquet: 1966, 1970, 1973.
- 5 Copa d'Europa de bàsquet: 1969-70, 1971-72, 1972-73, 1974-75, 1975-76.
- 2 Recopa d'Europa de bàsquet: 1966-67, 1979-80.
- 10 Lliga italiana de bàsquet: 1960-61, 1963-64, 1968-69, 1969-70, 1970-71, 1972-73, 1973-74, 1976-77, 1977-78, 1998-99.
- 4 Copa italiana de bàsquet: 1968-69, 1969-70, 1970-71, 1972-73.
- 1 Supercopa italiana de bàsquet: 1999.

## Membres històrics

### Jugadors
| - Alain Digbeu - Aldo Ossola - Aleksandar Capin - Aleksandar Nikolic - Alessandro De Pol - Andrea Meneghin - Antonio Zorzi - Antony Gennari - Arijan Komazec | - Bob Morse - Carlo Recalcati - Cristiano Zanus Fortes - Charlie Yelverton - Christian Di Giuliomaria - Corny Thompson - Daniel Santiago - Delonte Holland - Dino Meneghin | - Domenico Morena - Enrico Ravaglia - Francesco Foiera - Francesco Vescovi - Gabriel Fernández - Giacomo Galanda - Gianmarco Pozzecco - Jerry McCullough - Keith Carter | - Kevin Magee - Manuel Raga - Marcelo Damiao - Pavel Podkolzine - Romeo Sacchetti - Sani Bečirovič - Stefano Rusconi - Velijko Mrsić - Vittorio Tracuzzi · |

### Entrenadors històrics
- Vittorio Tracuzzi
- Nico Messina
- Aleksandar Nikolić
- Sandro Gamba
- Carlo Recalcati
- Gregor Beugnot
- Ruben Magnano